# Adelfio Elio Cardinale
Adelfio Elio Cardinale (Palermo, 29 novembre 1940) è un medico italiano, sottosegretario di Stato alla Salute nel governo Monti. Dal 2022 è Presidente del Comitato dei Garanti dell’Università degli Studi di  Palermo .Dal 2016 è Presidente della Società Italiana di Storia della Medicina (SISM).

## Biografia
Il padre, Giuseppe, era primario ospedaliero di malattie polmonari. Consegue la laurea in Medicina e Chirurgia nel 1965 presso l'Università degli Studi di Palermo e nel 1967 si specializza in radiologia con il massimo dei voti e la lode sotto l'egida del professor Pietro Cignolini.
Nel 1969 Cardinale ha conseguito la libera docenza in medicina nucleare, con deroga ai cinque anni di laurea per l'accesso alla docenza per riconosciuti meriti scientifici. È stato professore ordinario di diagnostica per immagini e radioterapia presso l'Università degli Studi di Palermo sino al 2011, anno del pensionamento. 
È sposato con il magistrato Anna Maria Palma e ha un figlio.

## Carriera Accademica
Dal 1991 al 1994 è pro-rettore dell'Università degli Studi di Palermo, dal 1992 al 2001 è direttore dell'Istituto di radiologia “Pietro Cignolini” dell'Università degli studi di Palermo e della Scuola di specializzazione di radiologia medica e radioterapia oncologica.
Dal 1996 al 2000 è presidente nazionale della SIRM -Società Italiana di radiologia Medica, dal 2000 al 2001 componente del Consiglio superiore di sanità, dal 2001 al 2010 è preside della facoltà di medicina e chirurgia dell'Università degli studi di Palermo. Dal 2003 è nel CDA dell'Istituto Superiore di Sanità e dal 2008 al 2011 ne è vicepresidente. Dal 2009 al 2013 è presidente del "Cerisdi - Centro ricerche e studi direzionali, istituto di alta formazione della Regione Siciliana"". È stato inoltre Direttore scientifico del Policlinico di Palermo sino al 2011.
Nel 1995 ha ideato il Museo della Radiologia.
Contenente, tra le altre cose, alcuni manoscritti del fisico Orso Mario Corbino, la tesi di laurea autografa di Gioacchino Arnone (primo radiologo siciliano) e la lente biconvessa con cui Antonino Sciascia praticò, primo al mondo, l'elioterapia.
Il 28 novembre 2011 è nominato sottosegretario di Stato del ministero della Salute del Governo Monti. Ha giurato il giorno dopo. Resta sottosegretario fino all'aprile 2013.
Tra il 2008 e il 2013 è stato Responsabile Sanitario del Palermo.
Dal 2013 al 2019 è stato Vice-Presidente del Consiglio superiore di sanità.
Dal 2016 è Presidente della Società Italiana di Storia della Medicina (SISM).
Tra il 2020 e il 2021 presiede la Task-force regionale incaricata di gestire il rientro nelle scuole degli studenti durante la Pandemia di COVID-19.
È editorialista del Giornale di Sicilia. È stato console onorario del Senegal per la Sicilia (dal 1980 al 2000) e di Albania a Palermo (2003-2008).
Nel 2024 viene nominato componente del consiglio di amministrazione della Svimez.

## Riconoscimenti
- Socio Onorario Emerito della Società Italiana di Radiologia.
- Socio Onorario della Società Tedesca di Radiologia; della Società Russa di Radiologia; della Società Ungherese di Radiologia; della Società Indiana di Radiologia; della Società Egiziana di Radiologia e Medicina Nucleare; della Società Tunisina di Radiologia; della Società Iugoslava di Ultrasuoni in Medicina e Biologia.
- Socio Onorario dell'Accademia delle Scienze Mediche di Torino.
- Socio Nazionale dell'Accademia di Scienze, Lettere e Arti.
- Socio dell'Accademia delle Scienze Mediche di Palermo.
- Socio della Società Siciliana di Storia Patria.
- Socio della “New York Academy of Sciences”.
- International Cultural Diploma of Honor dell'“American Biographical Institute”.
- Attestato per meriti scientifici dell'“International who's who of Intellectuals”, Cambridge, England.
- Associato alla “World Federation of Scientists”.
- Componente del Comitato scientifico del “ICSC-World Laboratory-Science for Peace”.
- Presidente SISM Società Italiana Storia della Medicina[3]

## Controversie
Cardinale è sotto inchiesta a partire dalla fine degli anni '90 dalla Procura di Bari, assieme a molti altri accademici, per presunti concorsi truccati in varie università d'Italia (nel 2004 cinque docenti vennero arrestati per tale motivo). Mai convocato dai magistrati pugliesi, Cardinale ha ricevuto nel 2009 un avviso di conclusione delle indagini preliminari per il reato di concorso in truffa per fatti commessi fino al 2002.  Mai convocato per l'udienza preliminare, Cardinale ha impugnato il provvedimento del gup di Bari facendo ricorso per Cassazione per ottenerne la nullità. Nel 2010 la procura ne ha chiesto il rinvio a giudizio, ma successivamente l'inchiesta per la parte che lo riguardava è stata trasferita a Palermo.
Secondo i pm, Cardinale avrebbe favorito la dottoressa Giuseppina Novo, figlia di un suo collega, il professor Salvatore Novo, ordinario di malattie dell'apparato cardiovascolare presso la facoltà di Medicina e Chirurgia dell'Università di Palermo e attuale presidente della Società Italiana di Cardiologia, in modo da farle vincere nel 2005 un posto da ricercatore, con correlativo danno di rilevante gravità per l'Università di Palermo, di circa 347.336 euro lordi.
Nel mese di giugno 2014 il Pm ha chiesto l'archiviazione per Cardinale.
Il GIP di Palermo ha archiviato in data 7 maggio 2015 per infondatezza della notizia di reato.

## Alcune pubblicazioni
- Immagini e segni dell'uomo. Storia della radiologia italiana, Idelson-Gnocchi, Napoli 1995, pp. 900
- (con R.Lagalla e M.Midiri), Il Museo della Radiologia, Zacco-Pittographiae, Palermo 2018, pp. 189